# Parorgerioides bolivari
Parorgerioides bolivari är en insektsart som först beskrevs av Géza Horváth 1913.  Parorgerioides bolivari ingår i släktet Parorgerioides och familjen Dictyopharidae.
Artens utbredningsområde är Spanien. Inga underarter finns listade i Catalogue of Life.